# Place de Luxembourg
La place de Luxembourg est une place de la ville de Nancy, comprise au sein du département de Meurthe-et-Moselle, en région Lorraine.

## Situation et accès
La place de Luxembourg est en fait une partie de l'ancien glacis situé devant la porte Désilles, et urbanisé au XIXe siècle au devant de la rue de Metz.
Cette petite place forme une sorte d'antichambre à la longue perspective du cours Léopold puis de la place Carnot.
La place de Luxembourg est située au nord de la commune, et sert de délimitation des quartiers Ville Vieille - Léopold et Trois Maisons - Saint-Fiacre - Crosne - Vayringe.

## Origine du nom
La dénomination de cette place en 1936 rend hommage à la ville de Luxembourg, qui venait de donner le nom de Nancy à l'une de ses rues, et dont le maire fit à l'époque une visite à Nancy.

## Historique
La place date de la construction de la Porte Désilles en 1780-1785. Un mur d'enceinte se trouvait à l'origine à cet emplacement.

## Bâtiments remarquables et lieux de mémoire
- Porte Désilles, objet d'un classement au titre des monuments historiques par arrêté du 15 janvier 1925[2].

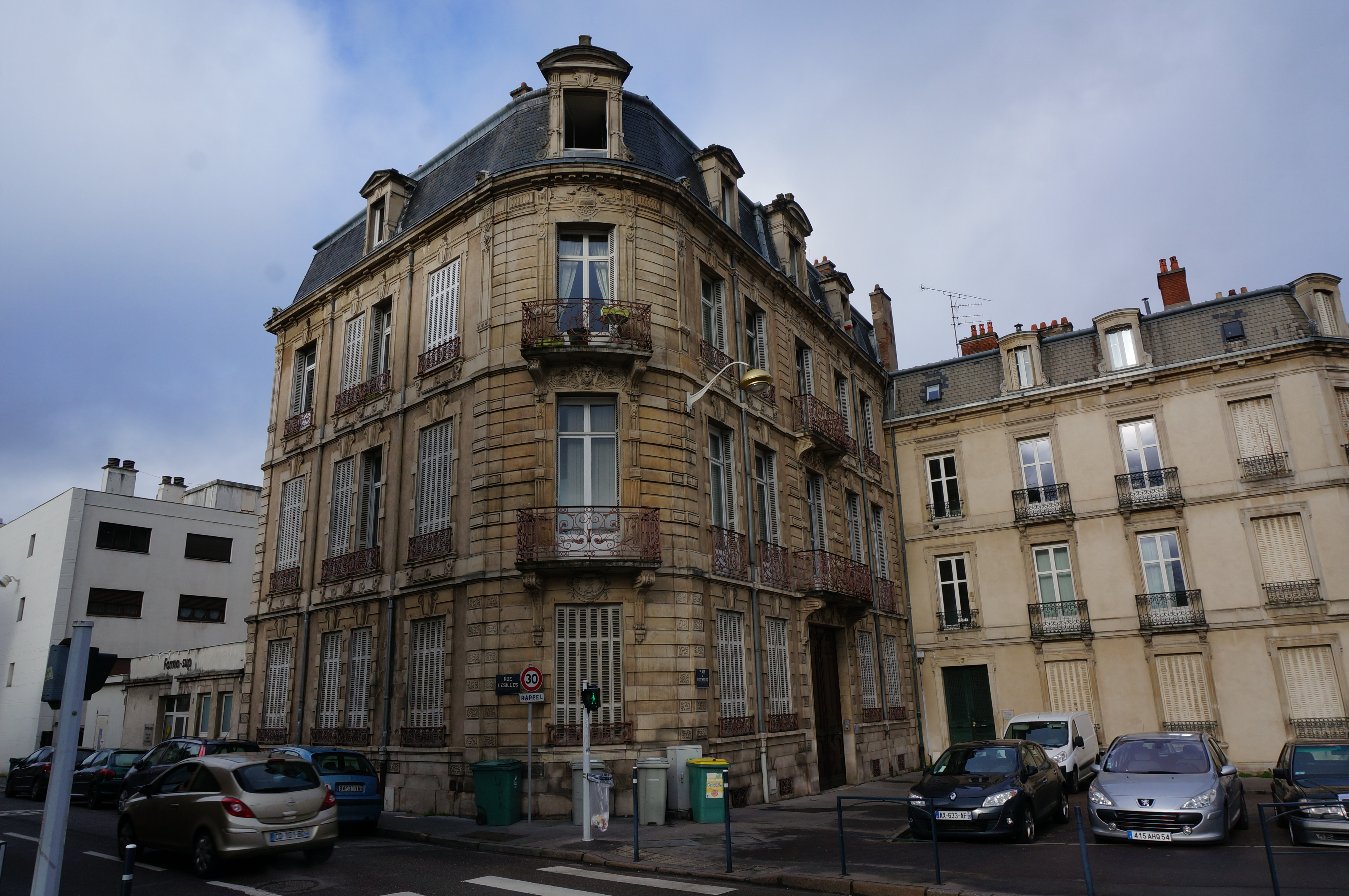
Immeuble faisant l'angle de la place et de la rue Désilles.